# Ormhuvudsfiskar
Ormhuvudsfiskar, Channidae, är den enda familjen i underordningen Channoidei som tillhör ordningen abborrartade fiskar. Tidigare klassades dessa djur av flera forskare som egen ordning.
Det finns två släkten med minst 29 arter som lever i sötvatten av det tropiska Afrika men även i Sydostasien och östra Asien. Det är slanka rovfiskar som har en kroppslängd mellan 15 centimeter och 1,3 meter. En indier påstod sig ha fångat ett jätteormhuvud på 183 centimeter och 30 kilogram, men den fångsten blev aldrig bekräftad.  De livnär sig av vattenlevande insekter, mollusker och andra fiskar. I Asien och Afrika odlas ormhuvudsfiskar i akvakulturer och används som matfisk.

## Fortplantning
Arterna i familjen lever monogamt. När de blir könsmogna bildas par som hela livet vistas tillsammans för att para sig och för vårdnaden av ungdjuren. Några arter utstöter sina ägg i det öppna vattnet och andra förvarar äggen i munnen. Särskilt de mindre arter som ibland kallas "dvärgormhuvudsfiskar" har nästan uteslutande äggen i munnen. Däremot är ingen art känd av de arter som blir längre än 40 cm som inte lämnar sina ägg i det öppna vattnet.
Den egentliga parningshandlingen liknar labyrintfiskarnas parning. Hos arter som inte förvarar äggen i munnen är ägget fyllt med olja så att det flyter vid vattenytan. Hos de andra arterna har hanen äggen i munnen.

## Dottertaxa till Ormhuvudsfiskar, Channidae, i alfabetisk ordning[1][3]
- Channa, Asiatiska ormhuvudsfiskar
  - Channa amphibeus (McClelland, 1845)
  - Channa andrao Britz, 2013
  - Channa argus (Cantor, 1842) Nordlig ormhuvudsfisk
  - Channa asiatica (Linnaeus, 1758)
  - Channa aurantimaculata Musikasinthorn, 2000
  - Channa aurantipectoralis Lalhlimpuia, Lalronunga & Lalramliana, 2016
  - Channa bankanensis (Bleeker, 1853)
  - Channa baramensis (Steindachner, 1901)
  - Channa barca (Hamilton, 1822)
  - Channa bleheri Vierke, 1991
  - Channa burmanica Chaudhuri, 1919
  - Channa cyanospilos (Bleeker, 1853)
  - Channa diplogramma (Day, 1865)
  - Channa gachua (Hamilton, 1822)
  - Channa harcourtbutleri (Annandale, 1918)
  - Channa hoaluensis Nguyen, 2011
  - Channa longistomata Nguyen, Nguyen & Nguyen, 2012
  - Channa lucius (Cuvier, 1831)
  - Channa maculata (Lacepède, 1801), Fläckig ormhuvudsfisk
  - Channa marulioides (Bleeker, 1851)
  - Channa marulius (Hamilton, 1822)
  - Channa melanoptera (Bleeker, 1855)
  - Channa melanostigma Geetakumari & Vishwanath, 2011
  - Channa melasoma (Bleeker, 1851)
  - Channa micropeltes (Cuvier, 1831)
  - Channa ninhbinhensis Nguyen, 2011
  - Channa nox Zhang, Musikasinthorn & Watanabe, 2002
  - Channa orientalis Bloch & Schneider, 1801
  - Channa ornatipinnis Britz, 2008
  - Channa panaw Musikasinthorn, 1998
  - Channa pardalis Knight, 2016
  - Channa pleurophthalma (Bleeker, 1851)
  - Channa pomanensis Gurumayum & Tamang, 2016
  - Channa pulchra Britz, 2007
  - Channa punctata (Bloch, 1793), Prickig ormhuvudsfisk
  - Channa shingon Endruweit, 2017
  - Channa stewartii (Playfair, 1867)
  - Channa striata (Bloch, 1793), Randig ormhuvudsfisk
- Parachanna, Afrikanska ormhuvudsfiskar
  - Parachanna africana (Steindachner, 1879)
  - Parachanna insignis (Sauvage, 1884)
  - Parachanna obscura (Günther, 1861)